# 李翼中
李翼中（1896年—1969年），名朝鎏，廣東梅縣人。幼時從父潤珊習經史之學，嗣入國立中山大學政治經濟系，在校期間加入中國國民黨，深受革命前輩器重，屬CC派。

## 經歷
- 1927年入中央黨部服務，聯合同志創辦《衆志週刊》。
- 1930年奉派青島特別市黨部委員，先後兼組織、宣傳部長及青島民國日報社社長。
- 1932年調任漢口特別市黨部委員，嗣奉派指導北平、天津、河北、北甯、平綏各黨部黨務整理委員。
- 1933年轉任江蘇省政府科長，並兼任蘇北匪案審理處主任，3個月間審理匪案3,000餘起。抗戰軍興，先後任中央社會部總務處長、主任秘書、中央黨務委員、交通部簡任秘書、中央組織部秘書等職。
- 1945年5月當選爲中國國民黨第六屆中央執行委員，旋即派爲中國國民黨台灣省執行委員會主任委員，後擔任首任國民黨台灣省黨部主任委員。
- 1947年4月改任台灣省政府委員，6月任台灣省政府委員兼社會處處長，後並任合作事業管理處處長。

## 二二八事件
二二八事件中重要人物，事件發生時任國民黨台灣省黨部主任委員，曾於1947年3月7日乘飛機赴南京向國民黨組織部長陳立夫及副部長余井塘報告當時台灣動亂情勢。傍晚獲黨主席蔣中正接見，面報動亂狀況。對蔣訊問陳儀觀感，則回答：「台人厭之矣，如愛陳儀不如速為去也。」之後與陳立夫擬定「臺灣二二八事件處理辦法要點」，內容包括改制長官公署為省政府制、省主席不兼警備司令、省府委員各廳處長儘量起用臺人、縣市長提前民選、政府機關中之臺人外省人…等。
二二八事件被通緝之蔣渭川經藏匿逃亡一年之後，經李翼中斡旋，與省主席魏道明商量後，在李翼中、丘念台力保下，以不起訴處分結案。
廖進平之孫廖繼斌曾看見李翼中在陳儀去職後，寫信向國民黨組織部長陳立夫為蔣渭川及廖進平申冤，因廖進平已死，故信稿將廖進平之名劃去。
監察委員何漢文指控李翼中初到台灣，在日產接受上謀取私利。